# Umberto Del Basso De Caro
Umberto Del Basso De Caro (Benevento, 29 settembre 1953) è un politico italiano, deputato alla Camera per il Partito Democratico dal 2013 al 2022.

## Biografia
Nato a Benevento nel 1953, nipote del politico liberale Raffaele De Caro. Si è laureato in giurisprudenza nel 1975 con il massimo di voti e lode, ed esercita da allora la professione di avvocato penalista, dov'è stato Presidente dell'Ordine degli Avvocati di Benevento per tre mandati consecutivi.
Nel 1975 aderisce al Partito Socialista Italiano (PSI) e viene eletto consigliere comunale a Benevento, carica che mantiene (venendo sempre rieletto) fino al 2006, avendo svolto per più di sei anni l'incarico di assessore comunale e per gli anni successivi quello di capogruppo consiliare.
Nel PSI è stato dal 1983 al 1992 segretario provinciale del PSI a Benevento. Dal 1987 al 1991 è Vicepresidente della USL nº5 di Benevento.
Alle elezioni politiche del 1992 viene candidato alla Camera dei deputati, dove viene eletto deputato con il PSI nella circoscrizione Benevento-Avellino-Salerno. Durante l'XI legislatura è stato segretario della Commissione Giustizia e Vicepresidente della Giunta per le Autorizzazioni a procedere in giudizio.
Nel 1994 è nominato Commissario del PSI in Campania ed entra a far parte della Direzione Nazionale e dell'esecutivo del PSI.
Dopo lo scioglimento del partito, De Caro aderisce al movimento Liberal Riformisti di Giuliano Amato.
Nel 2003 aderisce alla Margherita di Francesco Rutelli, di cui ne diventa presidente provinciale di Benevento, dove in tal veste guida la fusione tra i Democratici di Sinistra e la Margherita nel nascente Partito Democratico (PD), a cui aderisce nel 2007. Nello stesso anno viene nominato Presidente dell'Istituto Autonomo Case Popolari.
Nel 2008 viene eletto segretario provinciale del PD in Benevento.
Si candida alle elezioni regionali in Campania del 2010 nelle liste del PD, nella mozione a sostegno del sindaco di Salerno Vincenzo De Luca, venendo eletto con oltre 18 000 preferenze in consiglio regionale della Campania.

### Elezione a deputato
A dicembre 2012 si candida alle primarie “Parlamentarie” indette dal PD per la scelta dei candidati alle successive elezioni politiche del 24 e 25 febbraio, vincendole con 12 000 preferenze. Alle elezioni politiche del 2013 viene poi eletto alla Camera dei deputati con il PD.
Dal 23 settembre 2013 al 26 febbraio 2014 è capogruppo del PD nella Commissione parlamentare per le Questioni Regionali.
In seguito alla nascita del governo Renzi, il 26 febbraio 2014 viene nominato sottosegretario di Stato alle Ministero delle Infrastrutture e dei Trasporti nel governo Renzi, affiancando il ministro Maurizio Lupi.
Il 19 giugno 2015 è uno dei promotori (insieme a personaggi come Cesare Damiano e Debora Serracchiani) della nascita della nuova corrente all'interno del PD "Sinistra è cambiamento", formata da esponenti non renziani del Governo Renzi posizionati però più a sinistra di loro, che si richiamano a Maurizio Martina, Ministro delle politiche agricole alimentari e forestali, puntando alla sopravvivenza del governo stesso.
Con la nascita del governo presieduto da Paolo Gentiloni, il 29 dicembre 2016 viene confermato nel ruolo di sottosegretario di Stato al Ministero delle Infrastrutture e dei Trasporti, che terminerà il 1º giugno 2018.
Alle elezioni politiche del 2018 si ricandida alla Camera, dov'è rieletto tra le liste proporzionali del Partito Democratico nella circoscrizione Campania 2.
Nel 2019 entra nella mozione di Nicola Zingaretti per le primarie del PD di quell'anno, candidandosi alla carica di Segretario regionale in Campania. A marzo dello stesso anno perde le primarie in favore del sindaco di Poggiomarino Pantaleone "Leo" Annunziata, nella mozione di Maurizio Martina, quindi non può legarsi alla maggioranza che a Roma elegge Zingaretti.

## Vicende giudiziarie
Il 3 luglio 2012 viene reso noto dai giornali che Umberto Del Basso de Caro, all'epoca consigliere regionale campano, è indagato dalla Procura di Napoli per peculato, nell'ambito dell'inchiesta sull'uso privatistico del "Fondo per il funzionamento dei gruppi regionali" della Regione Campania. Insieme a lui sono indagati altri 56 consiglieri regionali.
In seguito alle dimissioni del Sottosegretario alle Infrastrutture ed ai Trasporti Antonio Gentile, vengono richieste da più parti anche le dimissioni di Del Basso De Caro. Questi, tuttavia, annuncia che non intende dimettersi per un'accusa a suo parere lieve.
Il 16 aprile 2014 il Senato della Repubblica respinge, con 9 sì, 168 no e 14 astenuti, una mozione di sfiducia presentata dal Movimento 5 Stelle nei suoi confronti. Il 18 novembre dello stesso anno la Procura della Repubblica di Napoli chiede l'archiviazione del caso.
Il 27 marzo 2015 il Giudice per le Indagini Preliminari del Tribunale di Napoli Rosa de Ruggiero archivia il caso e proscioglie Del Basso de Caro dall'accusa a lui contestata.